# Doug Yule

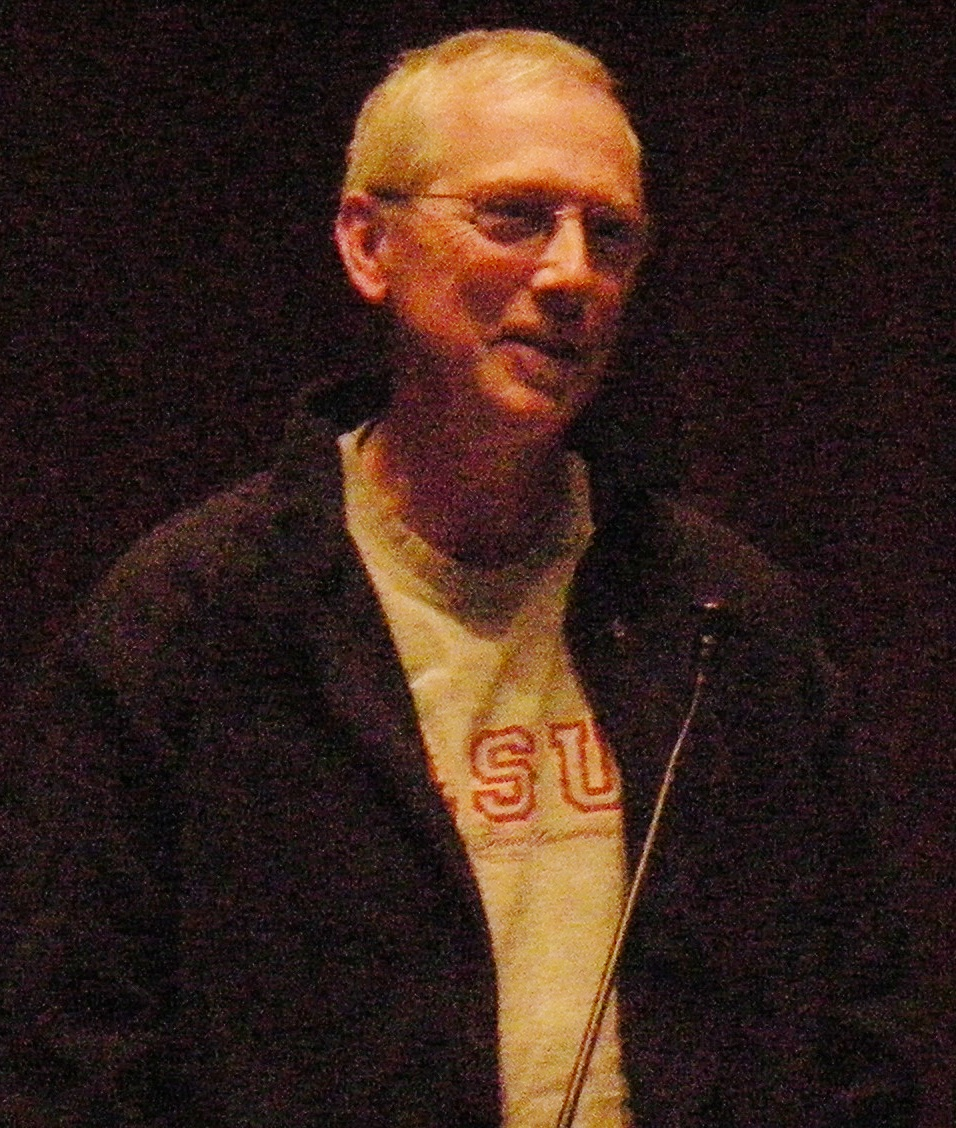
Doug Yule (2009)

Douglas Alan Yule (* 25. Februar 1947) ist ein US-amerikanischer Rockmusiker. Bekanntheit erlangte er als Mitglied der Avantgarde-Band The Velvet Underground, der er von 1968 bis 1973 angehörte.

## Karriere

### Bis 1973
In den 1960er Jahren spielte Doug Yule in verschiedenen Bands in Boston, darunter The Grass Menagerie. So lernte er auch Hans Onsager, einen Roadie von The Velvet Underground, kennen und freundete sich mit ihm an. Nachdem Lou Reed John Cale aus der Band geworfen hatte, wurde Doug Yule im September 1968 Bassist von The Velvet Underground und absolvierte im Oktober desselben Jahres einige Auftritte mit diesen. 1969 erschien mit The Velvet Underground das erste Studioalbum, auf dem er am Bass und an der Orgel zu hören ist. In den folgenden Monaten übernahm er immer mehr auch die Rolle von Lou Reed als Sänger, da dessen Stimme unter den andauernden Touren litt; auf dem 1970 veröffentlichten Album Loaded sang er die drei Lieder New Age, Who Loves the Sun und Oh! Sweet Nuthin’ und spielte weitere Instrumente, darunter auch Schlagzeug, wobei ihn sein Bruder Billy zeitweise unterstützte, da Maureen Tucker schwanger geworden war.
Noch vor der Veröffentlichung von Loaded verließ Lou Reed, der den Verlust seiner Führungsrolle nicht akzeptieren wollte, die Band. Die drei verbliebenen Bandmitglieder entschlossen sich jedoch, vorerst weiterzumachen. Doug Yule übernahm die Rolle des Gitarristen und holte als neuen Bassisten Walter Powers, mit dem er bereits bei The Grass Menagerie zusammen gespielt hatte, in die Band. Die Besetzungen wechselten in der Folge häufig, mit Maureen Tucker und Sterling Morrison verließen 1971 die letzten beiden Gründungsmitglieder The Velvet Underground. Im Oktober 1972 nahm Yule gemeinsam mit Ian Paice das Album Squeeze auf. Die Band, der erneut auch Billy Yule angehörte, ging, mittlerweile fallen gelassen von ihrem Manager Steve Sesnick, ein letztes Mal auf Tour. Im Mai 1973 folgte dennoch ein letztes Konzert unter dem Namen The Velvet Underground:

„Wir trafen jemanden, der anfing, uns rund um Neuengland zu buchen. Er sollte uns als mit mir von The Velvet Underground bewerben, aber er sollte nicht sagen, es handele sich um The Velvet Underground. […] Der letzte Auftritt war ein Skiort in Vermont oder irgendwo, wir fuhren hin, sahen ‚The Velvet Underground‘ und sagten: ‚Jetzt reicht's!‘“

### 1973 bis 1978
Nach dem Ende von The Velvet Underground nahm Lou Reed erneut Kontakt zu Doug Yule auf und bat ihn, auf seinem geplanten Soloalbum Sally Can’t Dance (1974) Bass zu spielen. Auf diesem Album ist Doug Yule in dem Lied Billy zu hören. Bis August 1975 begleitete er Lou Reed auf seiner Europatournee. Eine weitere Aufnahme, Downtown Dirt, erschien erst 1992 auf Lou Reeds Album Between Thought and Expression.
Im Herbst 1975 unterstützte Doug Yule Elliott Murphy als Studiomusiker für dessen Album Night Lights, 1976 trat er der Country-Rock-Band American Flyer als Schlagzeuger bei. Auf den beiden von George Martin produzierten Alben dieser Band, American Flyer (1976) und Spirit of a Woman (1977), ist er zudem mit Hintergrundgesang zu hören. Nach der Auflösung von American Flyer im Jahr 1978 zog sich Doug Yule vorerst aus dem Musikgeschäft zurück und arbeitete als Geigenbauer.

### Seit 1993
Als sich The Velvet Underground 1993 neu formierten, wurde Doug Yule wegen des Widerstandes von Lou Reed und John Cale nicht darum gebeten, daran teilzunehmen; das wieder erstarkte Interesse an The Velvet Underground und die Veröffentlichung von Peel Slowly and See im Jahr 1995 verleiteten ihn jedoch dazu, wieder an die Öffentlichkeit zu treten. Zunächst beschränkte er sich hierbei auf Interviews. In den folgenden Jahren begann er, Violine zu spielen, und 1997 nahm er mit Song Cycle die erste Demoaufnahme seit dem Ende von American Flyer auf. Im November 1998 folgte mit dem Lied Beginning To Get It, das auf der Benefiz-Kompilation A Place to Call Home erschien, eine erste Veröffentlichung als Solokünstler. Am 25. Mai 2000 nahm er mit einigen The-Velvet-Underground-Stücken an dem Gemeinschaftskonzert Unloaded – An Homage to the work of the Velvet Underground teil. Aus einigen Auftritten aus dem Jahr 2000 wurde das Livealbum Live in Seattle zusammengestellt, das 2002 in Japan erschien. Außerdem unterstützte er Maureen Tucker auf einem Konzert am 4. November 2000, das ebenfalls 2002 als Moe Rocks Terrastock veröffentlicht wurde. 2006 folgte eine kurze Tour mit der Surfrock-Band The Weisstronauts, die er als Bassist unterstützte.
Seit 2007 ist Doug Yule Mitglied des Roots-Rock-Trios RedDog, das 2009 sein Debütalbum Hard Times veröffentlichte.

## Diskografie

### Solo
- 2002: Live in Seattle

### Mit The Velvet Underground
- 1969: The Velvet Underground
- 1970: Loaded
- 1972: Live at Max’s Kansas City
- 1973: Squeeze
- 1974: 1969: The Velvet Underground Live
- 1985: VU
- 1986: Another View
- 1995: Peel Slowly and See
- 2001: Final V.U. 1971–1973
- 2001: Bootleg Series Volume 1: The Quine Tapes

### Mit American Flyer
- 1976: American Flyer
- 1977: Spirit of a Woman

### Mit RedDog
- 2009: Hard Times
- 2011: Nine-Tail Cat

### Als Gastmusiker
- 1974: Lou Reed: Sally Can’t Dance
- 1975: Lou Reed: Coney Island Baby (Demoaufnahme Downtown Dirt, veröffentlicht 1992)
- 1975: Elliott Murphy: Night Lights
- 2002: Maureen Tucker: Moe Rocks Terrastock
- 2008: The Weisstronauts: Instro-tainment